# Grangeria
Grangeria es un género con dos especies de plantas  perteneciente a la familia Chrysobalanaceae. Es originario del oeste del Océano Índico donde se encuentran en las islas Mauricio, Madagascar y Reunión. Se trata de árboles de hojas coriáceas enteras, flores verdosas y fruto en drupa roja conteniendo una semilla.

## Taxonomía
El género fue descrito por Comm. ex Juss. y publicado en Genera Plantarum 340. 1789. La especie tipo es: Grangeria borbonica Lam.

## Especies aceptadas
A continuación se brinda un listado de las especies del género Grangeria aceptadas hasta julio de 2011, ordenadas alfabéticamente. Para cada una se indica el nombre binomial seguido del autor, abreviado según las convenciones y usos.
- Grangeria borbonica Lam.
- Grangeria porosa Boiv. ex Baill.